# 현산초등학교 (전남)
현산초등학교는 대한민국 전라남도 해남군에 있는 공립 초등학교이다.

## 학교 연혁
- 1918.05.17 달산공립보통학교 개교(북평면 남창리)
- 1920.05.20 현 위치(현산면 일평리 876번지)로 이전
- 1949.04.01 현산국민학교 개칭
- 1962.03.02 신안분교장 설치
- 1963.04.01 장등분교장 설치
- 1968.02.01 현산동국민학교 분리
- 1973.01.01 현산서국민학교 분리
- 1981.03.01 병설유치원 개원
- 1992.03.01 신안분교장 통폐합
- 1996.03.01 현산초등학교 개칭
- 1999.09.01 현산서초등학교 통폐합
- 2014.03.01 제38대 김영숙 교장 취임
- 2015.02.13 제95회 졸업식(총 7,849명 배출)

## 참고 자료
- 현산초등학교 - 한국교육학술정보원 학교알리미